# Перемиські єпископи УГКЦ
Перемишльський єпископ РУЦ — адміністративна посада Руської Унійної Церкви. Очільник Перемиської єпархії.

## Єпископи
- Атанасій Крупецький (1610—1652)
- Прокіп Хмельовський (1652—1664)
- Антоній Терлецький (1664—1667)
- Яків Суша (1667—1669) — тимчасовий адміністратор єпархії, єпископ Холмський
- Іван Малаховський (1669—1691)
- Інокентій Винницький (1691—1700)
- Юрій Винницький (1700—1713)
- Лев Кишка (1713—1715) — тимчасовий адміністратор єпархії, єпископ Володимирський
- Єронім Устрицький (1715—1746)
- Онуфрій Шумлянський (1746—1762)
- Атанасій Шептицький (1762—1779)
- Максиміліян Рило (1779—1793) — до 1785 — тимчасовий адміністратор єпархії, далі — єпископ Перемишльський, Самбірський і Сяніцький
- Петро Білянський (1794—1796) — тимчасовий адміністратор єпархії, єпископ Львівський, Галицький і Кам'янецький
- Антін Ангелович (1796—1813)
- Михайло Левицький (1813—1818)
- Іван Снігурський (1818—1847)
- Григорій Яхимович (1848—1860)
- Тома Полянський (1860—1869)
- Йосиф Сембратович (1869—1872)
- Іван Ступницький (1872—1890)
- Юліан Куїловський (1890—1891) — тимчасовий адміністратор єпархії
- Юліан Пелеш (1891—1896)
- Костянтин Чехович (1897—1915)
- Йосафат Коциловський (1916—1947).